# St. Mary’s Mother and Baby Home

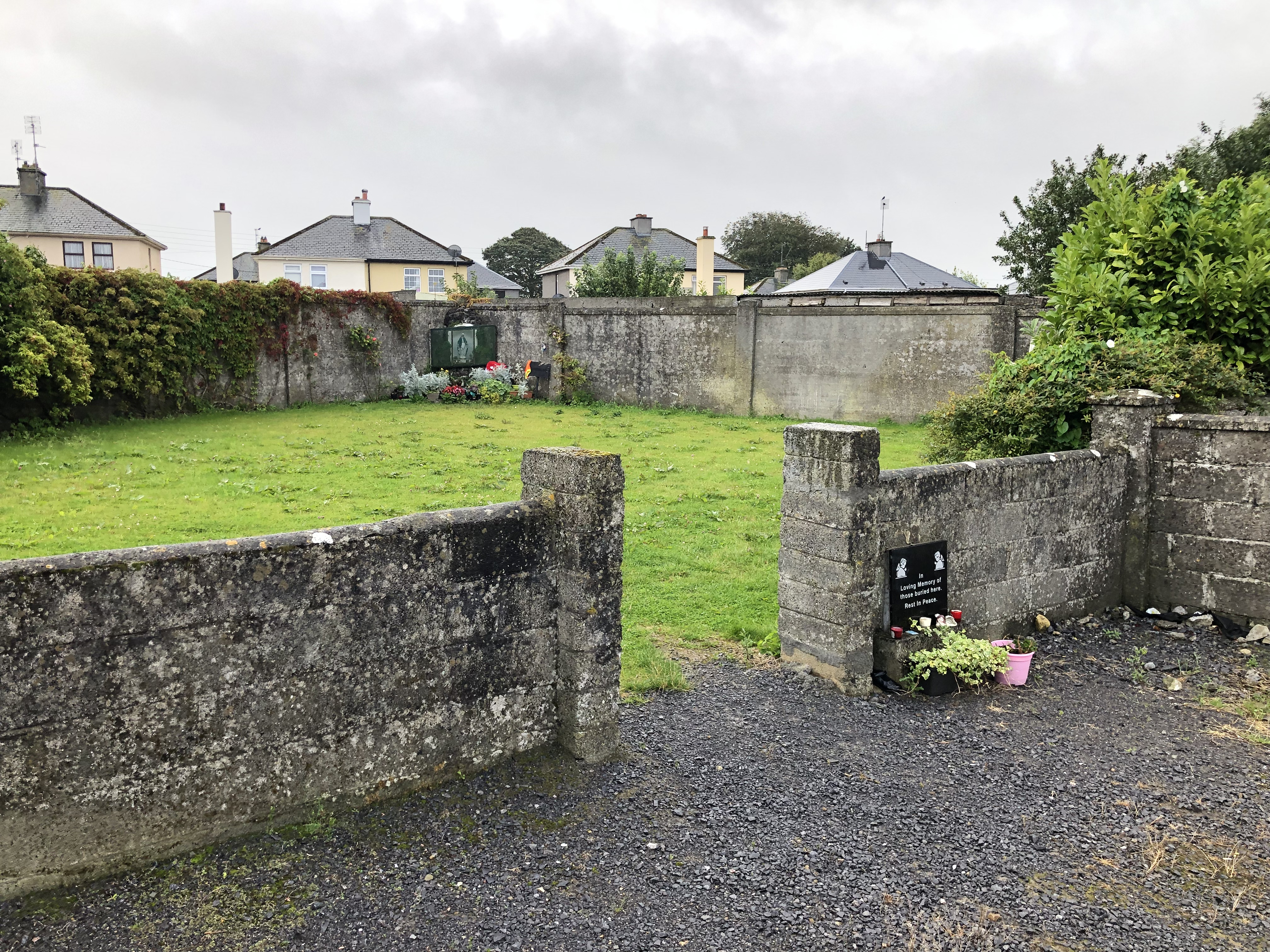
Begräbnisstätte von mehreren Hundert Kleinkindern aus St. Mary’s

Das St. Mary’s Mother and Baby Home war ein Heim für unverheiratete Mütter und ihre neugeborenen Kinder in Tuam im Westen Irlands. Es wurde von 1925 bis 1961 durch Schwestern der römisch-katholischen Congregation of the Sisters of Bon Secours betrieben. Auf dem Gelände des später abgerissenen Heims wurden ab 2014 die sterblichen Überreste von zahlreichen Kleinkindern entdeckt. Nach den offiziellen Sterberegistern starben in den 35 Jahren der Existenz des Heims hier insgesamt 796 Babys und Kleinkinder. Nach Bekanntwerden des Massengrabs bezeichnete der irische Taoiseach Enda Kenny das ehemalige Kinderheim als eine „Kammer des Schreckens“ („a chamber of horror“).

## Entdeckung von menschlichen Überresten
Der Anstoß zu Untersuchungen über St. Mary’s kam von der örtlichen Amateur-Historikerin Catherine Corless. Sie hatte aus Interesse an der eigenen Familiengeschichte Kurse in Geschichte besucht. Später fokussierte sich ihr Interesse auf die Erforschung der Lokalgeschichte von St. Mary’s, da sie in ihrer eigenen Schulzeit miterlebt hatte, wie die Kinder aus St. Mary’s in der Schule von den übrigen Kindern des Ortes getrennt gehalten wurden. Ihre Forschungen musste Corless nach eigener Aussage zunächst ohne jede Unterstützung und in einem Klima des Unverständnisses und teilweise sogar Misstrauens durchführen. Anfänglich fand sie nirgendwo irgendwelche Unterlagen oder Aufzeichnungen zur Geschichte des Heims. Ein Schlüsselereignis war ein Gespräch mit einem Friedhofsgärtner, der früher auf dem Anwesen gearbeitet hatte. Dieser erzählte ihr, dass im Jahr 1975 der zwölf Jahre alte Barry Sweeney und sein Freund Francis Hopkins in einem nicht mehr benutzten Abwassertank unter einer zerbrochenen Steinplatte auf dem Gelände des ehemaligen Heimes zahlreiche menschliche Knochen gefunden hatten. Es wurde damals vermutet, dass es sich um Opfer der großen Hungersnot 1845 bis 1849 handelte, da das spätere Heim zu dieser Zeit als Arbeitshaus, in dem zahlreichen Personen gestorben waren, betrieben worden war. Daher wurde der Fall zunächst nicht polizeilich untersucht.
Corless war jedoch bekannt, dass die Opfer der Hungersnot auf einem etwa eine halbe Meile entfernten Friedhof in eindeutig markierten Gräbern beigesetzt worden waren. Auf einer Karte aus den 1970ern fand sie neben dem Abwassertank den handschriftlichen Vermerk „burial ground“ – „Begräbnisstätte“. Der Abwassertank war seit 1937, als das Heim an die öffentliche Wasserversorgung angeschlossen wurde, nicht mehr benutzt worden. Unklar blieb, wessen sterbliche Überreste an dieser Stelle deponiert worden waren. Corless forderte daraufhin vom örtlichen Meldeamt Unterlagen an, wie viele Kinder in dem Heim verstorben waren. Das Heim war in den Jahren seiner Existenz zwischen 1925 und 1961 von Tausenden Müttern und deren Kindern bewohnt worden, und Corless erwartete nach eigenem Bekunden etwa „20 oder 30 Todesfälle“ und erfuhr schockiert, dass in dem Heim zwischen 1925 und 1961 insgesamt 796 Kinder gestorben waren. Im Mittel war hier nahezu alle zwei Wochen ein Kind gestorben. Zwischen 1925 und 1937 gab es 204 Todesfälle. Um an die amtlichen Unterlagen zu kommen, bezahlte sie zwischen 2011 und 2013 aus eigenen Mitteln eine Gebühr von 4 € pro Todesfall – insgesamt 3.184 €. Auf den Todesbescheinigungen waren verschiedene Ursachen angegeben, u. a. Tuberkulose, Krampfanfälle, Masern, Keuchhusten, Influenza, Bronchitis, Hirnhautentzündung u. a.
Ihre vorläufigen Ergebnisse veröffentlichte Corless 2012 in einen Artikel im Journal of the Old Tuam Society. Da sich nur in einem Fall eine ordentliche Beerdigung nachweisen ließ, vermutete sie, dass die anderen Kinder anonym in einem Massengrab beigesetzt wurden. Daraufhin wurde The Children’s Home Graveyard Committee gegründet, eine Bürgerinitiative, welche es sich zur Aufgabe machte, die Ausgrabung der Knochen zu fordern und die Erinnerung an diese Kinder durch die Errichtung einer Gedenkstätte zu pflegen.
Durch die Veröffentlichungen von Catherine Corless geriet das ehemalige Heim in die weltweiten Schlagzeilen. Selbst seriöse und renommierte Publikationsorgane veröffentlichten die Entdeckungen unter reißerischen Schlagzeilen. Corless verwahrte sich gegen Fehldarstellungen ihrer Ergebnisse und falsche Wortwahl. Sie habe nie behauptet, dass, wie in der Presse kolportiert „800 Leichen in eine Klärgrube geworfen wurden“. Ihr Ziel sei es gewesen, dass man sich der verstorbenen Kinder erinnere und eine Gedenkplakette dort anbringe.

## Untersuchungskommission
Der irische Kinder- und Jugendminister Charles Flanagan sagte im Juni 2014 Aufklärung zu. Eine daraufhin eingerichtete Untersuchungskommission zu den Mutter-und-Kind-Heimen gab am 3. März 2017 erste Ergebnisse bekannt. Die Überreste der Säuglinge und Kleinkinder lagen auf dem Gelände des Mutter-Kind-Heims, das die katholische Kirche bis 1961 betrieben hatte. Es handelte sich bei den bislang untersuchten Knochenfunden um Föten ab der 35. Schwangerschaftswoche bis zu hin zu dreijährigen Kleinkindern.
Die Kommission bestätigte damit die Ergebnisse von Catherine Corless. Überlegungen, wonach die Knochen aus einer früheren Zeit stammten könnten, als das Heimgebäude noch als Arbeitshaus diente, oder dass sie in die Zeit der großen Hungersnot in Irland in den 1840ern zurückreichten, sind damit widerlegt. Die Vorlage ihres Abschlussberichts verschob die Kommission auf das Jahr 2019. Letztlich wurde der Bericht über die Mutter-Kind-Heime in Irland am 12. Januar 2021 veröffentlicht.
St. Mary’s war eine von insgesamt 10 Institutionen der katholischen Kirche in Irland, in denen während der Zeit ihrer Existenz ungefähr 35.000 unverheiratete Schwangere untergebracht worden waren. In der Zeit zwischen 1920 und 1980 kamen in Irland etwa 75.000 Kinder in diesen Mutter-Kind-Heimen (pro Jahr etwa 2 bis 6 % aller Geburten) zur Welt. Die Lebensbedingungen und hygienischen Verhältnisse in den Häusern wurden zum Teil als katastrophal beschrieben. In der gedrängten Enge der Heime breiteten sich Infektionskrankheiten schnell aus. Die frühkindliche Sterblichkeit in St. Mary’s war mit 30 Prozent dabei besonders hoch. Die Mortalitätsrate in den Mutter-Kind-Heimen näherte sich erst ab den 1950er Jahren der Rate in der Normalbevölkerung an.
2021 wurden in einem Bericht bestätigt, dass mindestens 9000 Kinder verstarben. „In den Jahren vor 1960 haben Mutter-Kind-Heime das Leben von ,unehelichen' Kindern nicht gerettet. Tatsächlich scheinen sie ihre Überlebenschancen erheblich verringert zu haben.“

## Ausgrabungen
Im Oktober 2018 kündigte Katherine Zappone, Ministerin für die Angelegenheiten der Kinder und Jugendlichen, an, dass im nächsten Jahr die sterblichen Überreste der Babys ausgegraben, identifiziert und würdevoll bestattet werden sollten. Die Kongregation der Bon-Secours-Schwestern wolle 2,5 Millionen Euro zu den Kosten der Ausgrabung beitragen. Dies sei kein Schadensersatz, sondern ein freiwilliges Angebot.
Ab dem 14. Juli 2025 begannen auf dem Gelände Ausgrabungen eines Forensikerteams. Die Ausgrabungen sind auf eine Dauer von etwa zwei Jahren angesetzt.